# Fine and Dandy
Fine and Dandy è un album live di Lou Donaldson e Red Garland, pubblicato dalla Lobster Records nel 1980. Il disco fu registrato dal vivo il 6 febbraio del 1980 al Koseinenkin Kaikan Hall di Tokyo.

## Tracce
Lato A
1. Stella by Starlight – 7:36 (Victor Young)
2. The Best Things in Life Are Free – 4:58 (B.G. De Sylva, Lew Brown, Ray Henderson)
3. Misty – 5:36 (Erroll Garner)

Lato B
1. Fine and Dandy – 4:57 (Kay Swift)
2. Blues – 7:05 (Brano tradizionale)
3. Lover Man (Oh, We Can You Be) – 2:43 (James E. Davis, Jimmy Sherman, Roger "Ram" Ramirez)
4. Tenor Madness – 5:45 (Sonny Rollins)

## Musicisti
Lou Donaldson with Red Garland Trio
- Lou Donaldson - sassofono alto, flauto
- Red Garland - pianoforte
- Jamil Nasser - contrabbasso
- Jimmy Cobb - batteria